# Sergentomyia multidens
Sergentomyia multidens är en tvåvingeart som först beskrevs av Heisch, Guggisberg och Teesdale 1956.  Sergentomyia multidens ingår i släktet Sergentomyia och familjen fjärilsmyggor. Inga underarter finns listade i Catalogue of Life.